# Cycas curranii
Cycas curranii är en kärlväxtart som först beskrevs av Julius Schuster, och fick sitt nu gällande namn av Kenneth D. Hill. Cycas curranii ingår i släktet Cycas, och familjen Cycadaceae. IUCN kategoriserar arten globalt som akut hotad. Inga underarter finns listade i Catalogue of Life.